# Юльбах (Мюльфиртель)
Юльбах (Мюльфиртель) (нем. Julbach (Mühlviertel)) — коммуна (нем. Gemeinde) в Австрии, в федеральной земле Верхняя Австрия. 
Входит в состав округа Рорбах.  Население составляет 1600 человек (на 31 декабря 2005 года). Занимает площадь 22 км². Официальный код  —  41 313.

## Политическая ситуация
Бургомистр коммуны — Адольф Зальцингер (СДПА) по результатам выборов 2003 года.
Совет представителей коммуны (нем. Gemeinderat) состоит из 19 мест.
- СДПА занимает 10 мест.
- АНП занимает 9 мест.